# Flugplatz Münster VS

i7
i11
i13

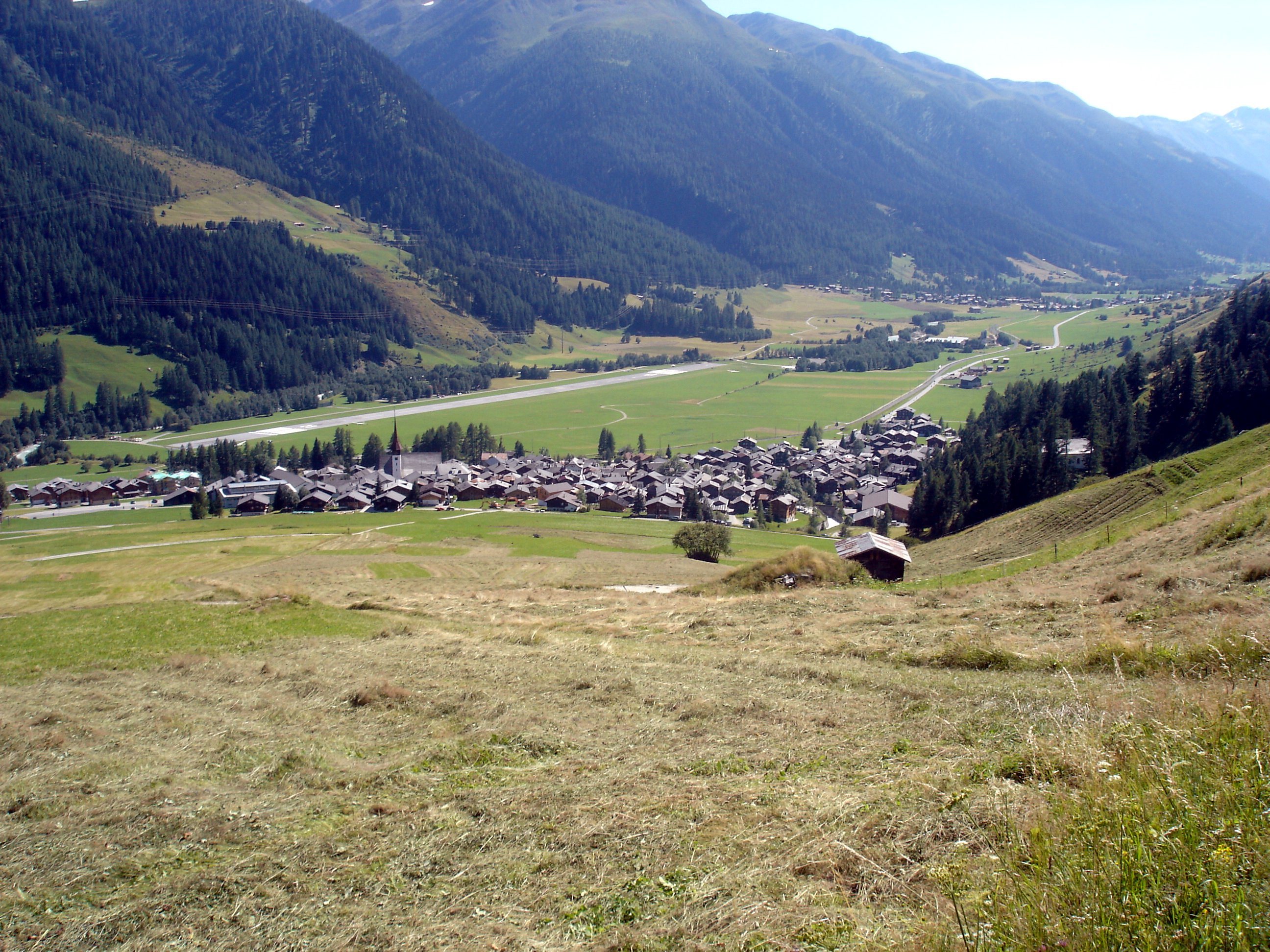
Münster mit Flugplatz

Der Flugplatz Münster (ICAO-Code LSPU) war ein Militärflugplatz in Münster im Schweizer Kanton Wallis. Der ehemalige Reduitflugplatz der Schweizer Luftwaffe wurde 1996 ausgemustert und wird seit 1959 im Sommer als ziviler Flugplatz (Segelfluglager usw.) benutzt.

## Geschichte
Mit dem Rückzug der Armee ins Reduit im Zweiten Weltkrieg lagen verschiedene Flugplätze ausserhalb der Verteidigungsgrenzen des Reduit. Als Ersatz mussten unter grossem Zeitdruck und Aufwand Reduitflugplätze gebaut werden: im Berner Oberland die Flugplätze Saanen, St. Stephan, Zweisimmen, Reichenbach, Frutigen, Interlaken und Meiringen und im Wallis Turtmann, Raron, Ulrichen, Münster und in der Innerschweiz Alpnach, Kägiswil und Mollis. Zusammen mit den bereits im Reduitgebiet vorhandenen Flugplätzen Sion und Buochs verfügte die Armee über sechzehn Reduitflugplätze.
Der Flugplatz Münster befindet sich im Obergoms rund zehn Kilometer südwestlich des Furka- und Grimselpasses zwischen den Ortschaften Münster und Reckingen. Er wurde als Militärflugplatz während des Zweiten Weltkriegs mit Start- und Landebahnen gebaut und verfügt über eine Hartbelagpiste (05/23) von 800 Meter Länge.
Der Militärflugplatz wurde von Dezember 1943 bis Februar 1944 von einer Fliegereinheit belegt. Die mit zweisitzigen Aufklärungs- und Erdkampfflugzeugen C-35 und C-36 ausgerüstete Fliegerkompanie 16 wurde je zur Hälfte in Münster und auf dem benachbarten Militärflugplatz Ulrichen stationiert. Mit der letzten Stationierung von Kampfflugzeugen im Kriegsjahr 1944 gingen die militärischen Aktivitäten auf dem Flugplatz Münster zu Ende.
Der zivile Flugplatz Münster wurde während 42 Jahren von der Akademischen Fluggruppe Zürich (AFG) betrieben. Mit dem Verkauf des Flugplatzgeländes vom Eidgenössisches Departement für Verteidigung, Bevölkerungsschutz und Sport (VBS) an die Gemeinde Münster-Geschinen im Jahr 2000 wurde eine breiter abgestützte Halterschaft (inklusive AFG) gesucht und 2001 die Flugplatzgenossenschaft Münster gegründet. Die Segelflugpiloten tragen die Hauptlast des Flugplatzes und werden neu von in der Trägerschaft aktiv beteiligter lokalen Motorpiloten, betroffenen Gemeinden, lokalem Gewerbe und Tourismus-Organisationen unterstützt.
Am 10. August 2015 hat das Bundesamt für Zivilluftfahrt (BAZL) die Umnutzung des ehemaligen Militärflugplatzes Münster in ein ziviles Flugfeld genehmigt.